# Lichtenberg-Figur

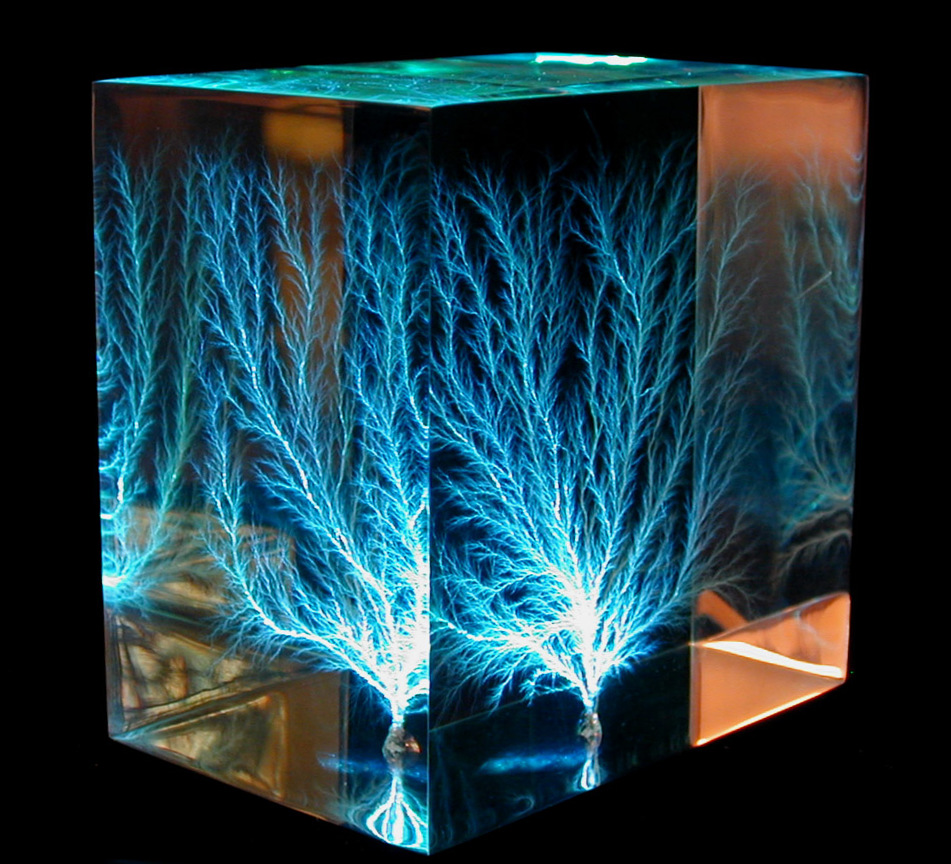
Dreidimensionale Lichtenberg-Figur in einem Block aus Acrylglas. Die Figur entstand, indem sich eine durch Elektronenbestrahlung im Inneren aufgebaute Raumladung schlagartig hin zu einer von unten angenäherten Elektrode entlud. Die Figur besteht aus Kanälen und Rissen. Sie ist hier beleuchtet.

Lichtenberg-Figuren sind ästhetisch anmutende baum-, farn- oder sternförmige Muster, die als Resultat elektrischer Hochspannungsentladungen auf oder in isolierenden Materialien (Dielektrika) entstehen. Sie sind nach dem deutschen Physiker Georg Christoph Lichtenberg benannt, der sie ursprünglich als zweidimensionale Muster in seinem Labor entdeckte, als sie sich im Staub auf der Oberfläche einer elektrisch geladenen Isolatorplatte bildeten. Lichtenberg äußerte sich zu seiner Entdeckung in einem Brief an den hannoverschen Beamten Johann Andreas Schernhagen (1722–1785) (Bw 1, 440, 5. Februar 1778):

„Ich habe diese Tage über einige Versuche über die Elektrizität gemacht, mit dem Harzstaub, die mir jene Entdeckung immer wichtiger machen. Unter anderem habe ich mit einem einzigen Schlag eine Menge Concentrischer Circkel hervorgebracht […]. Es ist freilich gespielt, allein ein so schönes lehrreiches Spiel, daß ich mich dessen nie schämen werde.“

Zu jener Zeit nahm man an, dass das typische verästelte Erscheinungsbild dieses elektrostatischen Phänomens Aufschluss über die damals noch rätselhafte Natur des elektrischen Flusses geben könne.
Lichtenberg-Figuren entstehen typischerweise durch die rasante elektrostatische Entladung bzw. Umverteilung von auf der Oberfläche von Isolatorplatten befindlichen elektrischen Ladungen.
Die der Bildung der Lichtenberg-Figuren zugrunde liegenden physikalischen Prinzipien sind dieselben, auf die sich auch die moderne Elektrofotografie (Xerografie) gründet, welche in allen heute gängigen Kopiergeräten (Fotokopierer, Laserdrucker etc.) eingesetzt wird.
Rund 1500 Lichtenbergsche Figuren, die der Universalgelehrte Adolf Traugott von Gersdorf gemeinsam mit dem Maler Christoph Nathe zwischen 1799 und 1801 herstellte, werden im Kulturhistorischen Museum Görlitz aufbewahrt.